# Nederlandse kampioenschappen atletiek 1994
De Nederlandse kampioenschappen atletiek 1994 vonden van 15 t/m 17 juli plaats in Sportpark Houtlaan te Assen.

## Uitslagen
| Atleet                 | Prestatie | Onderdeel                 | Atlete                  | Prestatie |
| ---------------------- | --------- | ------------------------- | ----------------------- | --------- |
| Regillio van der Vloot | 10,41     | 100 m                     | Jacqueline Poelman      | 11,33     |
| Miguel Janssen         | 20,59     | 200 m                     | Jacqueline Poelman      | 23,24     |
| Patrick Snoek          | 47,19     | 400 m                     | Gretha Tromp            | 53,26     |
| Marko Koers            | 1.50,03   | 800 m                     | Stella Jongmans         | 2.04,82   |
| Simon Vroemen          | 3.46,59   | 1500 m                    | Stella Jongmans         | 4.15,69   |
| -                      | -         | 3000 m                    | Grete Koens             | 9.09,84   |
| Marcel Versteeg        | 13.56,14  | 5000 m                    | -                       | -         |
| Luc Krotwaar           | 28.46,71  | 10.000 m                  | Christine Toonstra      | 33.46,31  |
| -                      | -         | 100 m horden              | Sharon Jaklofsky        | 13,39     |
| Robin Korving          | 14,01     | 110 m horden              | -                       | -         |
| Marco Beukenkamp       | 50,51     | 400 m horden              | Ester Goossens          | 57,13     |
| Ron van Diepen         | 8.48,32   | 3000 m steeplechase       | -                       | -         |
| AAC                    | 40,64     | 4 x 100 m estafette       | ARGO'77                 | 45,91     |
| ARGO'77                | 3.12,62   | 4 x 400 m estafette       | -                       | -         |
| Harold van Beek        | 1:40.36   | 20.000 meter snelwandelen | -                       | -         |
| Sven Ootjers           | 2,20      | hoogspringen              | Anoek van Diessen       | 1,79      |
| Laurens Looije         | 5,25      | polsstokhoogspringen      | -                       | -         |
| Frans Maas             | 7,70      | verspringen               | Sharon Jaklofsky        | 6,60w     |
| Paul Lucassen          | 15,43     | hink-stap-springen        | Ingrid van Lingen       | 12,41     |
| Ben Vet                | 16,73     | kogelstoten               | Corrie de Bruin         | 17,24     |
| Ben Vet                | 52,56     | discuswerpen              | Jacqueline Goormachtigh | 57,10     |
| Johan van Lieshout     | 73,70     | speerwerpen               | Marjo Bus               | 52,00     |
| Frank van den Dool     | 59,74     | kogelslingeren            | -                       | -         |

1904 · 
1908 · 
1909 · 
1910 · 
1911 · 
1912 · 
1913 · 
1914 · 
1915 · 
1917 · 
1918 · 
1919 · 
1920 · 
1921 · 
1922 · 
1923 · 
1924 · 
1925 · 
1926 · 
1927 · 
1928 · 
1929 · 
1930 · 
1931 · 
1932 · 
1933 · 
1934 · 
1935 · 
1936 · 
1937 · 
1938 · 
1939 · 
1940 · 
1941 · 
1942 · 
1943 · 
1944 · 
1946 · 
1947 · 
1948 · 
1949 · 
1950 · 
1951 · 
1952 · 
1953 · 
1954 · 
1955 · 
1956 · 
1957 · 
1958 · 
1959 · 
1960 · 
1961 · 
1962 · 
1963 · 
1964 · 
1965 · 
1966 · 
1967 · 
1968 · 
1969 · 
1970 · 
1971 · 
1972 · 
1973 · 
1974 · 
1975 · 
1976 · 
1977 · 
1978 · 
1979 · 
1980 · 
1981 · 
1982 · 
1983 · 
1984 · 
1985 · 
1986 · 
1987 · 
1988 · 
1989 · 
1990 · 
1991 · 
1992 · 
1993 · 
1994 · 
1995 · 
1996 · 
1997 · 
1998 · 
1999 · 
2000 · 
2001 · 
2002 · 
2003 · 
2004 · 
2005 · 
2006 · 
2007 · 
2008 · 
2009 · 
2010 · 
2011 · 
2012 · 
2013 · 
2014 · 
2015 · 
2016 ·
2017 ·
2018 ·
2019 ·
2020 ·
2021 ·
2022 ·
2023 ·
2024 ·
2025